# Siegel Louisianas
Das Siegel des US-Bundesstaats Louisiana wurde im Jahr 1902 als offizielles Siegel des Bundesstaates übernommen.

## Beschreibung
Im Zentrum des Siegels ist die Darstellung eines Braunpelikans (Pelecanus occidentalis) – dem offiziellen Staatsvogel – welcher sich um drei Küken kümmert. Die Anzahl der Küken variierte stark über die Jahre und teilweise wurden bis zu zwölf Küken abgebildet.
Die Vögel werden vom englischen Staatsmotto umgeben:
„Union, justice, confidence“
(Einigkeit, Gerechtigkeit, Zuversicht)
Auf dem äußeren Ring des Siegels ist der Schriftzug Staat Louisiana, zwei fünfzackige Sterne und ein Ornament zu sehen.
Das Siegel findet sich in abgewandelter Form wieder in der Flagge Louisianas.

## Symbolik
In detailreicheren Darstellungen sieht man, wie die Pelikanmutter Fleisch aus der eigenen Brust reißt, um die Küken damit zu füttern.
Nach einem Volksglauben soll der Pelikan seine Jungen mit seinem eigenen Blut nähren. In einer dramatischeren Version dieser Legende öffnet sich der Pelikan, wenn er die getöteten Jungen im Nest auffindet, mit dem Schnabel die Brust, um sie mit seinem eigenen Blut wieder ins Leben zurückzuholen. Gerade letztere Version wurde in Bezug zum Opfertod Jesu Christi gesetzt, wodurch der Pelikan zu einem in der kirchlichen Heraldik und der gesamten religiösen Kunst häufig verwendeten Motiv wurde.